# 夕顏 (源氏物語)
| 源氏物語五十四帖 |        |    |        |
| 帖               | 名     | 帖 | 名     |
| 1                | 桐壺   | 28 | 野分   |
| 2                | 帚木   | 29 | 行幸   |
| 3                | 空蟬   | 30 | 藤袴   |
| 4                | 夕顔   | 31 | 真木柱 |
| 5                | 若紫   | 32 | 梅枝   |
| 6                | 末摘花 | 33 | 藤裏葉 |
| 7                | 紅葉賀 | 34 | 若菜   |
| 8                | 花宴   | 35 | 柏木   |
| 9                | 葵     | 36 | 横笛   |
| 10               | 賢木   | 37 | 鈴虫   |
| 11               | 花散里 | 38 | 夕霧   |
| 12               | 須磨   | 39 | 御法   |
| 13               | 明石   | 40 | 幻     |
| 14               | 澪標   | 41 | 雲隱   |
| 15               | 蓬生   | 42 | 匂宮   |
| 16               | 関屋   | 43 | 紅梅   |
| 17               | 絵合   | 44 | 竹河   |
| 18               | 松風   | 45 | 橋姫   |
| 19               | 薄雲   | 46 | 椎本   |
| 20               | 朝顏   | 47 | 総角   |
| 21               | 少女   | 48 | 早蕨   |
| 22               | 玉鬘   | 49 | 宿木   |
| 23               | 初音   | 50 | 東屋   |
| 24               | 胡蝶   | 51 | 浮舟   |
| 25               | 螢     | 52 | 蜻蛉   |
| 26               | 常夏   | 53 | 手習   |
| 27               | 篝火   | 54 | 夢浮橋 |

夕顏（日语：〔〕／〔〕 Yūgao）可指：
1. 《源氏物語》卷名之一。第4帖。帚木三帖（日语：帚木三帖）的第3帖。
2. 《源氏物語》的登場角色[1][2]。也被稱為「常夏之女」（常夏の女）

卷名與角色名來自本人在該卷中所詠和歌。

## 人物

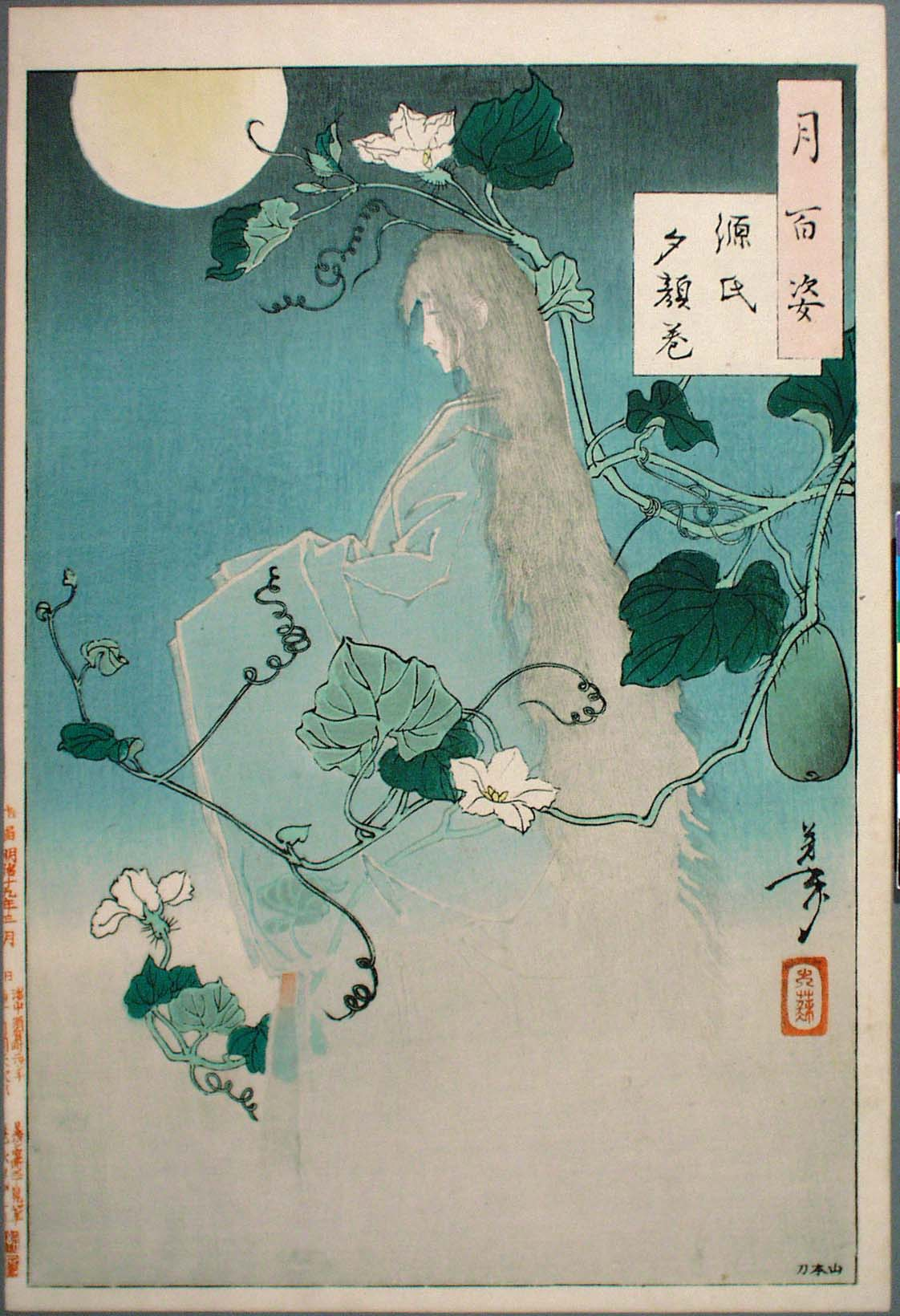
《源氏夕顏卷》（月岡芳年《月百姿》）

父親是三位中將，其父母早逝，因此她在侍女的照顧下長大。長大後偶然與頭中將相會，成為他的情人，兩人之間生下女兒藤原琉璃君（即後來的玉鬘），卻因頭中將的正室四之君極為嫉妒，得知此事後派人去恐嚇夕顏，終使夕顏母女黯然離去，與頭中將斷絕往來及音訊。
四處搬家的夕顏，後來恰巧住在光源氏乳母家的隔壁。源氏在某次要前去與六條御息所幽會時，經過乳母家門口，得知乳母生病，便前往探病，偶然看見了隔壁家的夕顏。夕顏清秀且天真無邪的樣子令他一見鍾情，兩人遂在夜裡時常密會往來。不過夕顏從不肯透露她的真實身份，源氏遂也隱瞞自己的身份與她來往。源氏某日決定帶她到一間位於山上的隱密的房子幽會，但是卻出現了某個愛慕光源氏的女性生靈(一種說法為此女性生靈即為六條御息所)，埋怨源氏跟這種下等的女性交往，接著便襲擊夕顏，瞬間就讓她斷氣了，得年只有十九歲。夕顏死後，他的屍體便在惟光等人的安排下，被送送到山上交由認識的人安葬。為了夕顏突然暴卒一事，源氏憂傷到生起病來，許久不出門見人，並且又私下幫夕顏做了法事。雖然源氏後來帶走夕顏的侍女右近，但是想要再去尋找夕顏三歲的女兒藤原琉璃君，卻已經找不到了。一直到十八年後，才經由右近，偶然找到了夕顏的女兒。

## 內容簡介
1. ↑  .   [2017-06-17]. （原始内容存档于2017-08-22）.
2. ↑  姜淼. .   [2017-06-17]. （原始内容存档于2019-08-12）.